# Гайнц Верніке
Гайнц «Гудок» Верніке (нім. Heinz „Piepl“ Wernicke; 17 жовтня 1920, Берлін — 27 грудня 1944, Добеле) — німецький льотчик-ас винищувальної авіації, лейтенант люфтваффе. Кавалер Лицарського хреста Залізного хреста.

## Біографія
Після закінчення авіаційного училища зарахований в 1-у ескадрилью 54-ї винищувальної ескадри. Учасник Німецько-радянської війни. В 1944 році переведений в 2-у групу своєї ескадри. 27 грудня 1944 року під час бою його літак (FW.190А) зіткнувся з веденим; обидва льотчики загинули.
Всього за час бойових дій збив 117 радянських літаків.

## Нагороди
- Нагрудний знак пілота
- Залізний хрест 2-го і 1-го класу
- Авіаційна планка винищувача в золоті
- Нагрудний знак «За поранення» в чорному — за поранення в повітряному бою: 22 лютого 1944 року після влучання в кабіну отруївся вуглекислим газом і перебував на тривалому лікуванні.
- Німецький хрест в золоті (20 березня 1944)
- Почесний Кубок Люфтваффе (24 квітня 1944)
- Лицарський хрест Залізного хреста (30 вересня 1944) — за 112 перемог.